# Westmeath GAA
Le Westmeath County Board of the Gaelic Athletic Association ou plus simplement Westmeath GAA est une sélection de sports gaéliques basée dans la province du Leinster. Elle est responsable de l’organisation des sports gaéliques dans le Comté de Westmeath et des équipes qui le représente dans les rencontres inter-comtés. Le comité a été fondé en 1889.

## Joueurs All-Star
- Rory O'Connell - 2001
- Dessie Dolan - 2004
- Gary Connuaghton - 2008.
- John Keane - 2004, 2008.

## Palmarès

### Football gaélique
- Leinster Senior Football Championships :
  - 2004
- National Football League, Division 2 :
  - 2003, 2006, 2008

### Hurling
- Championnat d'Irlande de Hurling Division 2 (Christy Ring Cup):
  - 2005, 2007
- National Hurling League, Division 2 :
  - 2008